# Briar (Instant Messenger)
Briar (englisch svw. dorniges Dickicht, Dornenbusch) ist ein freier Peer-to-Peer-Instant-Messenger. Briar kommt ohne zentrale Server aus und benötigt nur minimale externe Infrastruktur. Verbindungen werden per Bluetooth, WLAN oder über das Internet mit Tor hergestellt. Sämtliche Gesprächsinhalte sind Ende-zu-Ende-verschlüsselt und nur auf den Geräten der beteiligten Kommunikationspartner gespeichert.
Neue Kommunikationspartner können sich ab Version 1.2.4 sowohl durch gegenseitigen Linkaustausch über einen Seitenkanal aus der Ferne als auch per direktem Gerät-zu-Gerät-Kontakt bekanntmachen, wobei für diese sehr sichere Methode beide zur selben Zeit am selben Ort sein müssen. Darüber hinaus kann ein bereits bekannter Kontakt per Einladungsvorschlag einem anderen bekannten Kontakt vorgeschlagen werden. Briar unterscheidet sich von anderen Messengern dadurch, dass zur Kontaktregistrierung keine persönlichen Daten wie SIM-Karte, Telefonnummer, E-Mail-Adresse oder Messenger-ID notwendig sind.
Zurzeit beinhaltet die Software Module für die Kommunikation zu Kontakten, Gruppen von Kontakten, Diskussionsforen und Blogging-Funktionen. Es ist geplant, das Projekt um Crisis mapping und kollaborative Groupware-Funktionen zu erweitern. Eine Version für das Betriebssystem iOS wird allerdings zurzeit (Stand 2018) als unrealisierbar angesehen.
Wichtige Benutzergruppen für Briar umfassen Aktivisten und Journalisten, die auf sichere Kommunikation angewiesen sind. Aufgrund der in Briar eingebauten Möglichkeit des vermaschten Netzes kann es auch ohne funktionierende Internet-Infrastruktur arbeiten und in dieser Weise zum Beispiel die Hilfe in Katastrophenfällen unterstützen. Das Ziel ist ein Kommunikationssystem, das „so einfach wie WhatsApp und so sicher wie PGP ist und das weiterarbeitet, wenn jemand das Internet kaputt macht“.
Briar ist freie Software unter der GPLv3-Lizenz und wurde durch die auf Penetrationstests spezialisierte deutsche IT-Sicherheitsfirma Cure53 einem ersten Sicherheitsaudit unterzogen. Der Bericht wurde am 20. März 2017 veröffentlicht und fiel sehr positiv aus; ein zweiter Sicherheitsaudit soll nach dem Ende der Entwicklungsphase durchgeführt werden. Der erste Release-Kandidat 1.0 wurde am 29. April 2018 veröffentlicht.
Bis 2018 förderte der Open Technology Fund das Projekt mit insgesamt 361.100 $.

## Ähnliche Dienste
- Siehe: Liste von mobilen Instant-Messengern